# 2019년 6월 오만만 사건

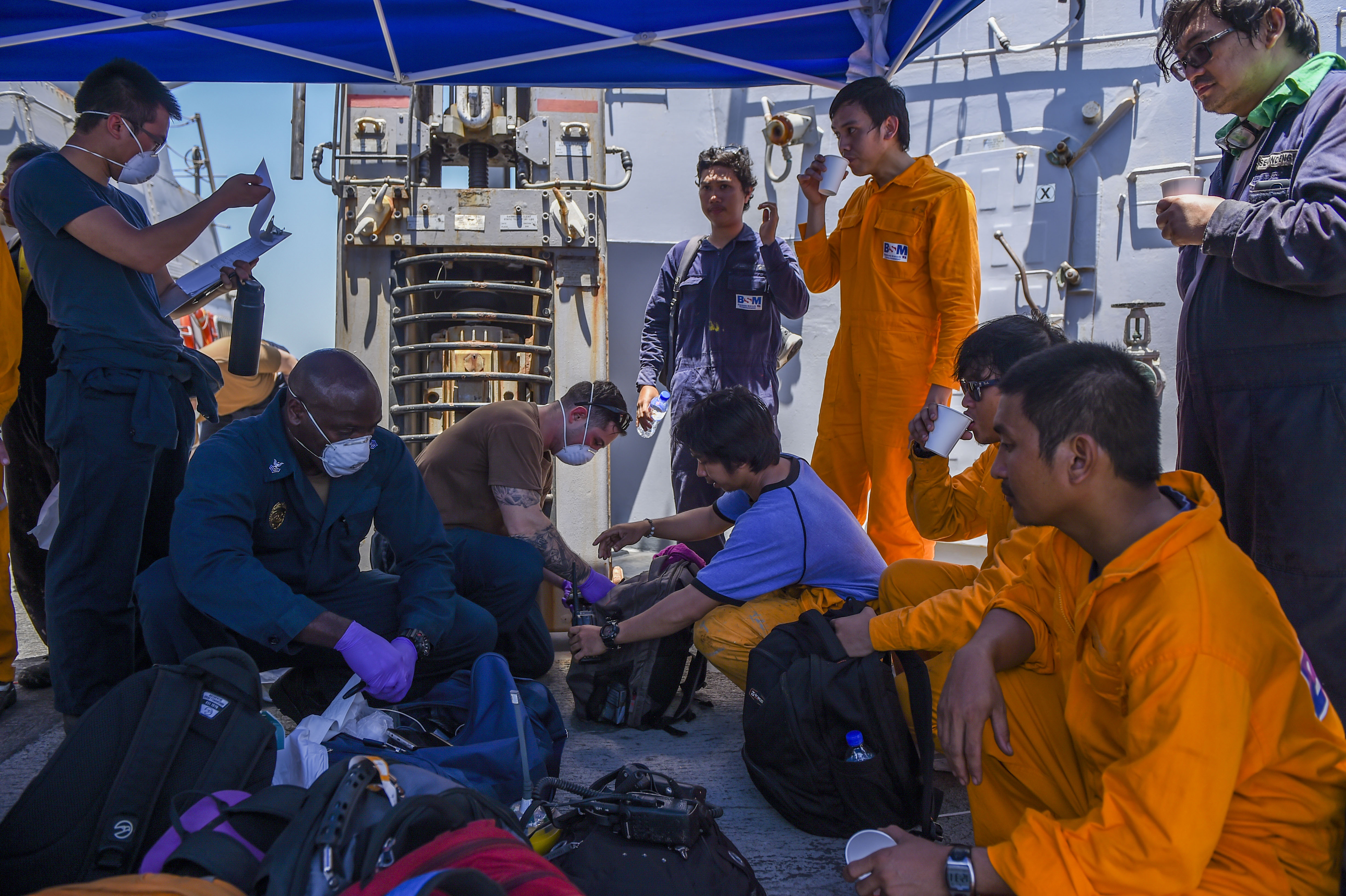

2019년 6월 오만만 사건은 2019년 6월 13일 오만만에서 발생한 유조선 공격 사건이다.

## 역사
2019년 5월 2일, 미국 정부가 한국 등 8개 국가에 지난해 11월 5일부터 6개월간 이란산 원유 수입을 예외적으로 인정해줬던 제재 유예 조치를 연장하지 않기로 했다. 이란 정부는 제재에 대한 보복으로 우라늄 농축과 호르무즈 해협 봉쇄를 경고했다. 사우디아라비아, 쿠웨이트, 아랍에미리트, 카타르 등 중동 주요 산유국이 생산하는 원유가 대부분 호르무즈 해협을 통해 수출된다. 전세계 해상 원유수송량의 1/3이 호르무즈 해협을 통과한다.
2019년 5월 12일, 2019년 5월 오만만 사건이 발생했다. 사우디아라비아 유조선 2척, UAE 유조선 1척, 노르웨이 상선 1척이 공격당했다.
2019년 6월 13일, 영국 해상정보회사 드라야드글로벌은 오만만에서 피격된 유조선 중 1척이 프론트 알타이르호라고 밝혔다. 노르웨이 선사 프런트라인 소유이며, 호르무즈 해협 초입인 오만만에서 공격당했다. 카타르에서 에탄올을 싣고 대만으로 향하다 피격당했다. 이 배의 선사는 어뢰 공격 같다고 밝혔다.
파마나 선적의 고쿠카 코레이저스호의 선사는 일본 해운회사인 고쿠카 산업이다. 아랍에미리트(UAE) 후자이라 부근 오만만에서 어뢰로 의심되는 공격을 받았다고 보도되었다. 목격자들은 3시간에 걸쳐 2~3차례 폭발이 일어났다고 전했다.
두 유조선의 피격 지점은 직선거리로 약 50 km 떨어진 것으로 알려졌다. 노르웨이 유조선에 있던 선원 23명은 주변을 지나던 현대상선 선박에 의해 다행히 전원 구조되었다.

## 이란 잠수함
2019년 5월 2일, 미국 정부가 이란의 원유 수출을 봉쇄하자, 이란은 호르무즈 해협을 봉쇄하겠다고 경고했다. 12일 4척이 공격당했고, 6월 13일, 2척이 공격당했다. 6월 공격은 모두 어뢰가 사용된 것으로 보인다. 이란 정부는 CIA의 음모라며 발뺌하고 있다.

## 같이 보기
- 2019년 5월 오만만 사건
- 2019년 6월 이란의 미국 드론 격추